# Palpopleura deceptor
Palpopleura deceptor là một loài chuồn chuồn ngô thuộc họ Libellulidae. Loài này có ở Bénin, Botswana, Burkina Faso, Cameroon, Chad, Cộng hòa Dân chủ Congo, Bờ Biển Ngà, Ethiopia, Gambia, Ghana, Guinea, Kenya, Malawi, Mozambique, Namibia, Niger, Nigeria, Sierra Leone, Somalia, Nam Phi, Sudan, Tanzania, Togo, Uganda, Zambia, Zimbabwe, và có thể Burundi. Các môi trường sống tự nhiên của chúng là các khu rừng ẩm ướt đất thấp nhiệt đới hoặc cận nhiệt đới, xavan khô, xavan ẩm, vùng đất có cây bụi nhiệt đới hoặc cận nhiệt đới, vùng cây bụi ẩm khu vực nhiệt đới hoặc cận nhiệt đới, đồng cỏ nhiệt đới hoặc cận nhiệt đới vùng ngập nước hoặc lụt theo mùa, đầm lầy, hồ nước ngọt có nước theo mùa, và đầm nước ngọt có nước theo mùa.